# Denis Bénigne Dézé
Pour les articles homonymes, voir Dézé.
Denis Bénigne Dézé est un homme politique français né le 14 juin 1758 à Chalon-sur-Saône (Saône-et-Loire) et mort le 20 novembre 1819 à Dijon (Côte-d'Or).

## Biographie
Il est élu député de la Côte-d'Or au Conseil des Cinq-Cents le 26 germinal an VII. Il est nommé, en 1804, procureur général près la cour de justice criminelle de la Côte-d'Or, puis avocat général à la cour impériale de Dijon en 1811.

## Sources
- « Denis Bénigne Dézé », dans Adolphe Robert et Gaston Cougny, Dictionnaire des parlementaires français, Edgar Bourloton, 1889-1891 [détail de l’édition]